# Джим Раш
Джеймс Раш (англ. James ‘Jim’ Rash; нар. 15 липня 1971, Шарлотт, Північна Кароліна) — американський актор, комік, сценарист, режисер, продюсер, володар премії «Оскар» 2012 року. Зіграв роль декана Крейґа Айсідора Пелтона в ситкомі NBC «Спільнота» (2009—2015), за яку номінований 2012 року на телевізійну премію «Вибір телевізійних критиків» за найкращу чоловічу роль другого плану в комедійному серіалі. Того ж року він здобув премію «Оскар» за найкращий адаптований сценарій і номінацію на премію «Золотий глобус» як один зі сценаристів «Нащадків» (2011).

## Раннє життя
Народився в Шарлотт, штат Північна Кароліна, 15 липня 1971 року. Був усиновлений разом із сестрою. Відвідував Латинську школу (англ. Charlotte Latin School), після закінчення якої навчався на аспірантурі в місті Лоренсвілл, штат Нью-Джерсі (англ. Lawrenceville School). Був учасником The Groundlings, імпровізаційної комедійної трупи з Лос-Анджелеса.

## Кар'єра
Зіграв містера Грейсона (Стітчеса) у фільмі 2005 року «Вищий пілотаж», Фентона — у серіалах «That '70s Show» та «That '90s Show» і Ендрю, «хлопця з будинку розпусти» в комедійному серіалі «Ріно 911!». Він з'явився в останньому епізоді «Друзів» і зіграв Геда Т. А. Філіпа в «Чуваках». З 2009 по 2015 рік Раш знімався в «Спільноті» в ролі Крейга Пелтона, ексцентричного декана коледжу, в якому відбувається дія серіал.
У 2005 році Раш разом із партнером Нетом Факсоном взялися за написання пілотного сценарію серіалу «Adopted», який не був знятим. Згодом вони разом написали сценарій фільму «Нащадки» (2011), заснованого на однойменному романі Кауї Гарт Геммінгс, який 2008 року з'явився у виданні «Чорного списку» найкращих сценаріїв Голлівуду. Фільм отримав схвальні відгуки критиків, номінацію на «Золотий глобус» (2011) та виборов премію «Оскар» (2012) за найкращий адаптований сценарій. Проте остаточний сценарій «Нащадків» був значною мірою переписаний сценаристами та режисерами фільму Александером Пейном і Джимом Тейлором. В інтерв'ю Vulture Пейн повідомив про угоду між авторами: Раш і Факсон виголошували промови під час вручення всіх нагород, крім «Оскара», на церемонії вручення якого виступали Пейн і Тейлор.
Раш і Факсон — співавтори сценарію та режисери фільму «Дорога, дорога додому» (англ. The Way Way Back, 2013), який заслужив овації під час прем'єри на кінофестивалі «Санденс». Деякі частини фільму засновані на підлітковому житті Джима Раша.
Озвучував маркіза Квінсбері протягом усіх чотирьох сезонів анімаційної комедії «Таємниці Майка Тайсона» (англ. Mike Tyson Mysteries). З 2017 року озвучує персонажа всесвіту Дональда Дака Гвинта Недокрута (англ. Gyro Gearloose) у перезапуску «Качиних історій».
У 2023 році Раш озвучив Фіксера, захисника Конгломерату та повторюваного персонажа у фільмі «Мій тато — мисливець за головами» (англ. My Dad the Bounty Hunter) та оповідача в комп'ютерних іграх цієї ж серії.

## Співпраця з Адамом Мекі
У 2023 році Джеймс Раш став одним із авторів сценарію та виконавчим продюсером політичної сатиричної драми «Average Height, Average Build» режисера Адама Мекі, яка була придбана для дистрибуції Netflix.
Фільм розповідає про серійного вбивцю (у виконанні Роберта Паттінсона), який наймає впливового лобіста (роль Емі Адамс), щоб змінити закони і легалізувати свою злочинну діяльність. У ньому також задіяні Роберт Дауні-молодший, Форест Вітакер і Деніел Дедвайлер.